# Svetozar Miletić (wieś)
Svetozar Miletić (cyr. Светозар Милетић; węg. Nemesmilitics) – wieś w Serbii, w Wojwodinie, w okręgu zachodniobackim, w mieście Sombor. W 2011 roku liczyła 2746 mieszkańców.